# 히시 아마존
히시 아마존(ヒシアマゾン, Hishi Amazon, 1991년 3월 26일 ~ 2019년 4월 15일)은 일본의 미국 출신 경주마, 번식빈마다.

## 생애

### 경주마 시기
1996년 11월 10일에 개최된 1996년 엘리자베스 여왕배에서는 댄스 파트너에 이어 2위로 입선했으나, 다른 경주마의 진로를 방해한 것으로 판명되어 최종 순위 7위로 강등되었다.

## 경주 성적
| 날짜        | 경마장   | 경기명                 | 등급 | 트랙       | 배당 (인기 순위) | 순위    | 시간   | 기수            | 우승마 (2위마)    |
| ----------- | -------- | ---------------------- | ---- | ---------- | ---------------- | ------- | ------ | --------------- | ----------------- |
| 1993.09.19. | 나카야마 | 3세 신마 (현 2세 신마) | -    | 더트 1200m | 2.4 (1)          | 1       | 1:13.7 | 나카다테 에이지 | (노보리 류)       |
| 1994.11.13. | 교토     | 엘리자베스 여왕배      | G1   | 잔디 2400m | 1.8 (1)          | 1       | 2:24.3 | 나카다테 에이지 | (초카이 캐럴)     |
| 1995.10.08. | 교토     | 교토대상전             | G2   | 잔디 2400m | 1.4 (1)          | 1       | 2.25.3 | 나카다테 에이지 | (타마모 하이웨이) |
| 1996.11.10. | 교토     | 엘리자베스 여왕배      | G1   | 잔디 2200m | 9.0 (5)          | 7 (PEN) | 2:14.3 | 나카다테 에이지 | 댄스 파트너       |
| 1996.12.22. | 나카야마 | 아리마 기념            | G1   | 잔디 2500m | 9.5 (5)          | 5       | 2:35.0 | 가와치 히로시   | 사쿠라 로렐       |

- PEN: 강등 징계

## 창작물
- 히시 아마존은 말인간 미소녀로 모에화되어 《우마무스메 프리티 더비》에도 등장한다.